# 융펑 은행
융펑 은행 또는 시노팩 은행(Bank SinoPac 또는 SinoPac Financial Holdings Company Ltd, TWSE: 2890, 중국어: 永豐金融控股公事, 병음: Yūngfēng Jīnróng Kònggōngsī)은 대만에 본사를 둔 은행 지주 회사로, 대만에 22개 부서와 125개 지점을 운영하고 있다. 대만 외 상하이시, 광저우시, 청두시 3개 해외 지점을 포함한다.(2019년 기준)

## 현황
융펑 은행의 총자산은 약 400억 달러에 이르다. 주식은 대만 증권거래소에서 거래된다. 융펑 은행은 시가총액이 약 34억 달러에 달하는 시노팩 파이낸셜 홀딩스(SinoPac Financial Holdings)의 자회사이다.

## 같이 보기
- 대만의 은행 목록
- 중화민국의 경제
- 대만의 기업 목록